# Playa Lirquén
Playa Lirquén es una playa ubicada en la localidad de Lirquén específicamente junto al recinto del El Puerto de Lirquén. Se trata de una playa muy angosta y pequeña con gran cantidad de veraneantes de varias comunas y de la misma comuna de Penco. Sin embargo, esta playa no está habilitada para el baño. Pero además se encuentra en sus cercanías el Barrio Chino, lugar de venta de mariscos, pescados, tortillas además de restaurantes de la especialidad. Hacia esta playa existe una gran cantidad de servicios de buses del Gran Concepción.